# Перепёлкин, Пётр Алексеевич
Пётр Алексеевич Перепёлкин (2 июля 1924, Кильдюшево, Батыревский уезд, Чувашская автономная область, РСФСР, СССР – 2 августа 2008, Саров, Нижегородская область, Российская Федерация) — советский математик, инженер. Кандидат физико-математических наук. Лауреат Ленинской премии.

## Биография
Русский.
Участвовал в Великой Отечественной войне с августа 1942 года по 1945 год. Служил в 3 гвардейской миномётной бригады 1 Украинского фронта. 27 апреля 1945 года в должности старшего писаря штаба был награжден Орденом Красной Звезды.
В 1952 году окончил Казанский государственный университет.
Работал инженером, главным инженером, руководителем группы, старшим научным сотрудником Российского федерального ядерного центра – Всероссийском НИИ экспериментальной физики в городе Арзамас-16, занимался вопросами математического моделирования радиоактивных излучений, сопровождающих ядерный  взрыв, и решением задач распространения различных видов излучения. Под непосредственным руководством создан комплекс программ для решения двумерных нестационарных кинетических уравнений.
В 1980 с участием П. А. Перепёлкина решены задачи по проектируемым в НИИ изделиям. 
Является автором более 130 научных работ.

## Работы
Автор более 130 научных работ.

## Награды
- Лауреат Ленинской премии (1967);
- ордена Трудового Красного Знамени,
- орден Отечественной войны 2-й степени (1985),
- орден Красной Звезды (27 апреля 1945),
- медали.